# Hermann Busenbaum S. J.
Hermann Busenbaum (ou Busembaum) (Nottuln, Westphalia, 19 de setembro de 1600 – Münster, 31 de janeiro de 1668), foi um jesuíta e teólogo moralista.

## Carreira
Alcançou fama como um mestre da casuística, e afora suas palestras para alunos da Universidade de Colônia seu nome cresceu em razão de seu célebre livro Medulla theologiae moralis, facili ac perspicua metodológico resolvens casus conscientiae (1645). O manual obteve uma grande popularidade e passou por mais de 200 edições antes de 1776. Busenbaum também escreveu um livro sobre a vida ascética, Lilium inter Spinas. Tornou-se reitor do colégio jesuíta em Hildesheim e depois em Münster, onde morreu em 31 de janeiro de 1668, sendo então o confessor de D. Bernardo de Galeno.